# 常山港

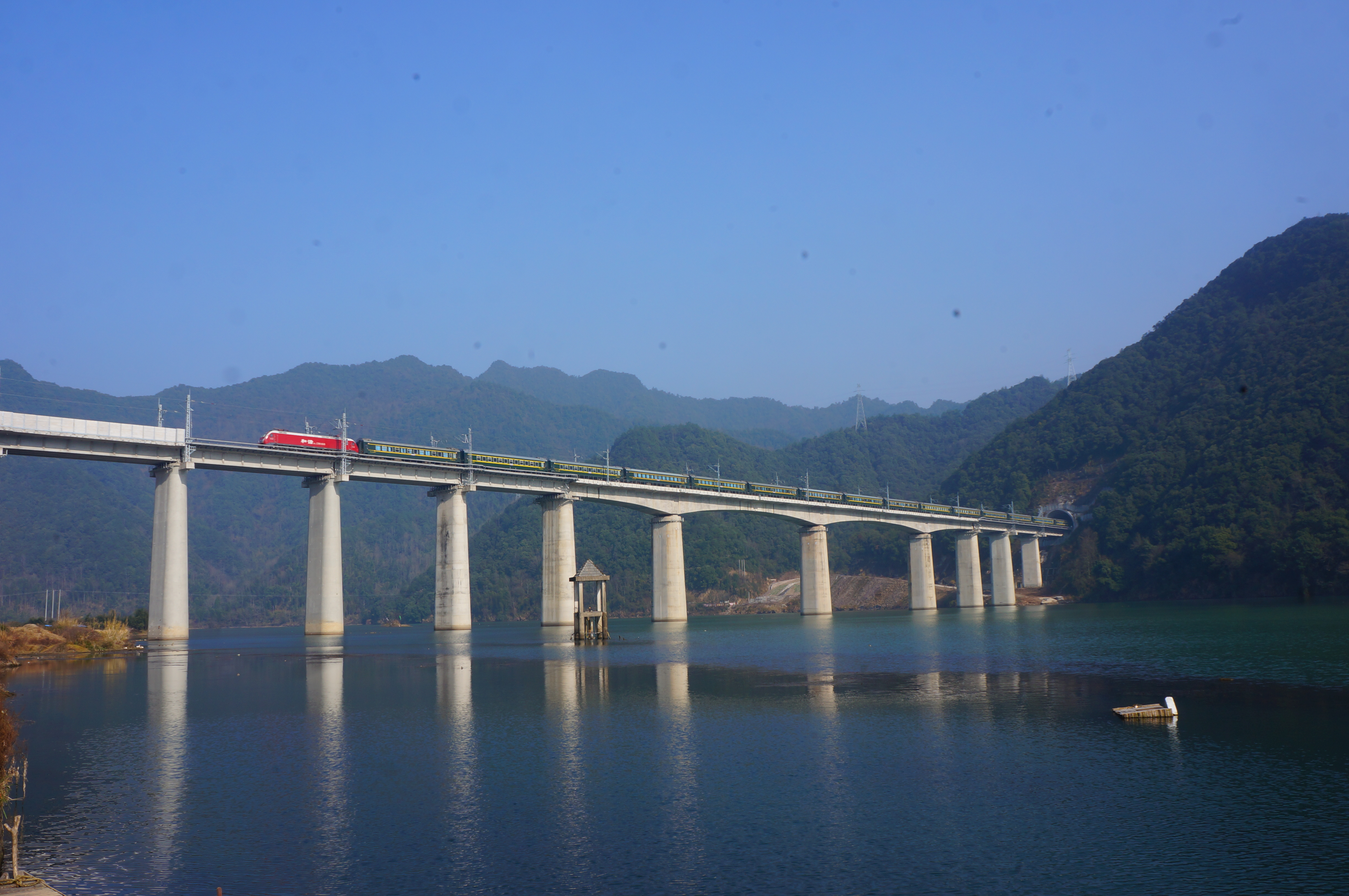
衢九铁路长风水库特大桥

常山港（也称“常山江”）是中国浙江省衢州市境内一条河流，上接马金溪，下与江山港合为衢江，途径开化县、常山县、衢江区、柯城区，河段长度70.2千米，流域面积3355平方千米，历史上航运业发达。1960年代以后，由于上游水土流失水面拥塞，加之公路交通发展，水运逐渐衰退。常山港属于岩溶河谷发育地区，两岸有牛轭湖、回春河、曲流河等河流地质景观。
2022年1月18日，国务院印发关于“十四五”现代综合交通运输体系发展规划的通知（国发（2021）27号），常山江航运开发工程列入该文件的“内河港航设施”规划。总投资估算约91.68亿元，起点位于规划的辉埠作业区，终点位于衢州双港口，全长约51千米，其中柯城段17.3千米，常山段33.6千米。按照Ⅲ级航道标准建设，以航运为主、结合发电、改善水环境，实现水资源综合利用。沿线建有黄塘桥、航埠、招贤、阁底、天马、白虎滩、辉埠等航电枢纽及船闸。